# Théodore Peeters
Pour les articles homonymes, voir Peeters et Petreius.
Théodore Peeters, dit Petreius ou Petrei ou Petrée est un érudit hollandais, né à Kempen (Over-Yssel) en 1567, mort à Cologne en 1640.

## Biographie et œuvres
Il étudia la philosophie à Cologne. Puis il entra dans l'ordre des chartreux en 1587, remplit diverses charges, devint prieur de la chartreuse de Dülmen.
Faisant autorité comme controversiste dans l'Allemagne catholique, il composa plusieurs ouvrages d'apologétique et d'histoire :
- Confessio gregoriana, Cologne, 1596, (in-12) ;
- Bibliotheca cartusiana, Cologne, (1509);
- Chronologia, tam romanorum pontificum quam imperatorum, historica, (Cologne, 1626, in-4°);
- Catalogua haereticorum (Cologne, 1629, in-4°), etc.

Il publia aussi :
- les Opera omnia de saint Bruno (Cologne, 3 volumes, in-fol.)